# Patxi Heras Pérez
Patxi Heras Pérez (1958) es un briólogo, botánico y curador de briófitas español. Es investigador y profesor en el Departamento de Botánica del Museo de Ciencias Naturales de Álava. Ha realizado exploraciones botánicas a Guinea Ecuatorial, un país de África Central.

## Algunas publicaciones
- marta Infante Sánchez, patxi Heras Pérez. 2010. Briófitos (musgos y hepáticas) de Cantabria: panorámica sobre su conocimiento y conservación. En: Locustella: Anuario de la Naturaleza de Cantabria, ISSN 1698-157X, N.º 7, 2010, pp. 64-73

- patxi Heras Pérez, marta Infante Sánchez, manu Izaguirre Lacoste. 2009. On the use of mosses in the building of a XVth century ship in Northern Spain. Cryptogamie, Bryologie 30 ( 1): 177-184

- ---------------------, ---------------------------. 2006. Trematodon ambiguus (Hedw.) Hornsch. (Bryopsida) in the Spanish Pyrenees. Cryptogamie, Bryologie 27 ( 2): 297-301

- marta Infante Sánchez, patxi Heras Pérez. 2005. Bryophytes in the Spanish law. En: Boletín de la Sociedad Española de Briología, ISSN 1132-8029, N.os 26-27, pp. 5-16.

- patxi Heras Pérez, marta Infante Sánchez. 2001. El género Sphagnum (Musci) en los montes vascos. Euskonews & Media 123.zbk 5: 18-25 resumen en línea

- ---------------------, ---------------------------. 2000a. On the presence of Hamatocaulis vernicosus (Mitt.) Hedenäs (Amblystegiaceae) in Spain. 2 pp.

- ---------------------, ---------------------------. 2000b. El género de Schistidium (Bryophyta, Musci) en la comunidad autónoma del País Vasco. Euskonews & Media 71.zbk 3: 17-24 resumen en línea

- ---------------------, ---------------------------. 1999. Bryophytes from the Republic of Equatorial Guinea (West Central Africa). IV. Notes on some nomina nuda from Annobon. Tropical Bryology 16: 127-129 artículo en línea (enlace roto disponible en Internet Archive; véase el historial, la primera versión y la última).

- fran Silván Beraza, patxi Heras Pérez. 1999b. Lycopodiella inundata (L.) J.Holub en el norte de la provincia de Burgos. Lazaroa 20: 131-132 ISSN 0210-9778

- patxi Heras Pérez, marta Infante Sánchez. 1998a. Hepáticos y musgos recolectados por M. Gandoger en el País Vasco. En: Estudios del Museo de Ciencias Naturales de Álava 13: 27-30, ISSN 0214-915X

- ---------------------, ---------------------------. 1998b. Notas sobre la presencia de "Sphagnum contortum" Karl F. Schultz (Musci) en España. En: Estudios del Museo de Ciencias Naturales de Álava 13: 31-34, ISSN 0214-915X

- marta Infante Sánchez, patxi Heras Pérez. 1998c. Notas sobre la presencia del género "Buxbaumi" en la península ibérica. En: Estudios del Museo de Ciencias Naturales de Álava 13: 35-38 ISSN 0214-915X

- ---------------------------, ----------------------. 1998d. Bryophytes from the Republic of Equatorial Guinea (West - Central Africa). III. Contribution to the bryoflora of Rio Muni (Continental Region). Tropical Bryology 15: 1-13

- josé a. Fernández, marta Infante Sánchez, patxi Heras Pérez, a. Carballeira. 1998e. Biocontrol de la deposición atmosférica de metales pesados en el país Vasco, Cantabria y Castilla-León (España) mediante musgos terrestres. En: Estudios del Museo de Ciencias Naturales de Álava, ISSN 0214-915X, Vol. 13, 1998, pp. 39-48

- maría t. Gallego Morales, patxi Heras Pérez. 1997. El género Aloina (Bryophyta, Musci) en el País Vasco. En: Boletín de la Sociedad Española de Briología, ISSN 1132-8029, N.º 11, pp. 1-5 artículo en línea

- patxi Heras Pérez, marta Infante Sánchez. 1996. Bryophytes from the Republic of Equatorial Guinea (West - Central Africa). I. Introduction and preliminary checklist. Tropical Bryology 12:

41-58
- ---------------------, alicia Soria. 1995. Musgos y hepáticas urbanos de la ciudad de Vitoria-Gasteiz. Cuadernos de sección. Ciencias naturales San Sebastián 7: 75-116

- ---------------------. 1992a. Flora y vegetación de las áreas higroturbosas del Puerto de Velate (Navarra), con especial atención al componente muscinal. Cuadernos de sección. Ciencias naturales San Sebastián 9 (1992), p. 33-51

- ---------------------. 1992b. Estudio briológico de los bosques de la Rioja Alavesa. Cuadernos de sección. Ciencias naturales San Sebastián 9: 9-31

- ---------------------. 1983. Introducción a la ecología de los musgos. Kultura: cuadernos de cultura Vitoria 4: 39-45

### Libros
- marta Infante Sánchez, patxi Heras Pérez. 2007. Briófitos (musgos y hepáticas) del Parque Natural de la Sierra y los Cañones de Guara, v. 5 de Colleció Pius Font i Quer. Editor Institut d'estudis Ilerdencs, 236 pp. ISBN 8489943982

- patxi Heras Pérez, marta Infante Sánchez. 2004. Musgos: la añoranza del agua. Editor Museo de Ciencias Naturales de Alava, 16 pp.

### Comunicaciones a Congresos

#### Comunicaciones sobre Briófitos. En: XVIII Simposio de Botánica Criptogámica, 2011
- josé gabriel Segarra-Moragues, felisa Puche, marko Sabovljevic, patxi Heras Pérez, marta Infante. Revisión sistemática de Riella subgen. Trabutiella (Riellaceae, Sphaerocarpales)

- felisa Puche Pinazo, josé gabriel Segarra-Moragues, marko Sabovljevic, marta Infante, Patxi Heras. ¿Qué es Riella helicophylla (Sphaerocarpales, Riellaceae)?

- patxi Heras Pérez, marta Infante Sánchez. Musgos semifósiles del Würm en la turbera de Belate (Baztan, Navarra)

- marta Infante Sánchez, patxi Heras Pérez, nicolás Leblond, gilles Corriol. Brioflora del pirineo: hacia una visión global

- La abreviatura «Heras» se emplea para indicar a Patxi Heras Pérez como autoridad en la descripción y clasificación científica de los vegetales.[6]